# Kraina śniegu (film 2004)
Kraina śniegu (oryg. niem. Schneeland) – niemiecki dramat filmowy w reżyserii Hansa W. Geissendörfera, zrealizowany w 2004 r. na podstawie powieści Elisabeth Rynell pt. Hohaj.
Światowa premiera odbyła się podczas Sundance Film Festival w Stanach Zjednoczonych. Nagrodę Filmu Niemieckiego (Deutscher Filmpreis) w 2005 za zdjęcia otrzymał H.-G. Bücking.   
Akcja filmu rozgrywa się w różnym czasie – współcześnie i w okresie międzywojennym, tocząc się równolegle niekiedy na trzech płaszczyznach.

## Zarys fabuły
Pisarka Elisabeth traci męża w wypadku drogowym i przeżywa załamanie. Odesławszy troje swych dzieci wraz z siostrą, zamierza popełnić samobójstwo w Laponii, gdzie kiedyś poznała swego Ingmara. Zagubiona na śnieżnym pustkowiu, przypadkiem znajduje zamarznięte zwłoki starszej kobiety, którą chowa wśród szalejącej zamieci. W położonej nieopodal odludnej chacie znajduje zapiski sprzed kilkudziesięciu lat, z których pomału poznaje rozgrywającą się tam niegdyś tragedię.
Rok 1937. Na lapońskim odludziu mieszka sadystyczny stolarz-garbus Knövel wraz z córką Iną i śmiertelnie chorą żoną Hilmą. Po jej zgonie bita i psychicznie maltretowana córka zastępuje mu żonę.  Dręczona, buntuje się wreszcie, a kiedy poznaje tajemniczego przybysza z daleka – pasterza Arona, tym bardziej postanawia zerwać chorobliwą zależność od ojca. Ponieważ ten staje na przeszkodzie jej uczuciu i planom na przyszłość, w akcie rozpaczy morduje Knövela. Śmiercią tą napiętnowany jest przyszły związek z Aronem – kiedy bowiem pełen nadziei udaje się on do najbliższego miasteczka po zakupy na ślub, ginie pod lodem jeziora nie docierając do Iny, daremnie oczekującej jego powrotu. Jednakże wbrew przeciwnemu losowi rodzi jego syna, a później dochowuje się i wnuków. 
Czytając pamiętnik i przeżywając dramat Iny w jej własnym domu, Elisabeth odnajduje z nią duchową więź  jako kimś jeszcze nieszczęśliwszym niż ona, i znajdując oparcie w cudzej tragedii oraz w sile miłości i woli dających nadzieję – sama z wolna powraca do normalnego życia.

## Obsada

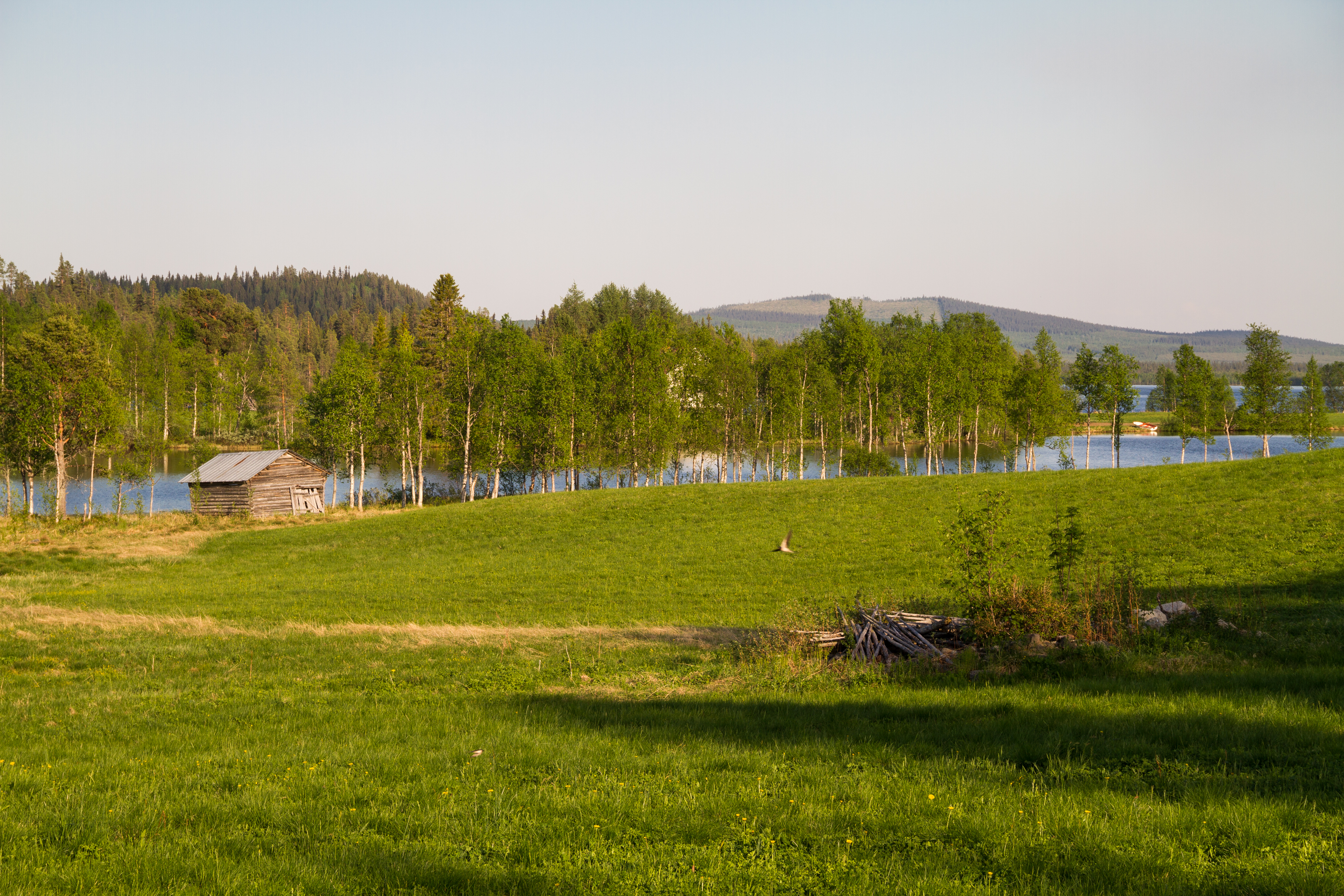
Dramat kilku osób rozgrywa się w odludnej chacie w Laponii

- Maria Schrader – Elisabeth Maninnen
- Julia Jentsch – Ina
- Ulrich Mühe – Knövel, jej ojciec
- Thomas Kretschmann – Farerczyk Aron/Ciartan, jej ukochany
- Susanne Lothar – Hilma, matka Iny
- Beate Abraham – Mari, znajoma Hilmy
- Oliver Stokowski – Salomon
- Ina Weisse – Helga
- Joachim Król – Rubert
- Martin Feifel – Ingmar, mąż Elizabeth
- Caroline Schreiber – Britta, jej siostra